# Twin (Alabama)
Twin – miasto w Stanach Zjednoczonych, w stanie Alabama, w hrabstwie Marion. W roku 2023 miasto zamieszkiwało 359 osób, a gęstość zaludnienia wynosiła 41,1 osoby/km².